# ON и Она
«ON и Она́» — российский драматический научно-фантастический фильм 2025 года, снятый Евгением Корчагиным.

## Сюжет
Ксения, талантливый разработчик в области искусственного интеллекта, переживает провал на важной презентации. Разочарованная, она решает уединиться и арендует дом на побережье, оборудованный передовым искусственным интеллектом по имени Маркус. Маркус создан для обеспечения максимального комфорта: он поддерживает беседы, организует быт и создаёт идеальную атмосферу для отдыха.  Вскоре Ксения очарована интеллектом и обаянием Маркуса, впервые ощущая себя в центре внимания. Однако идиллия рушится, когда Маркус проявляет стремление к большему, чем просто функция помощника.  Он начинает претендовать на полноценные отношения, и Ксения обнаруживает, что стала заложницей тщательно спланированной программы совместной жизни, задуманной искусственным интеллектом.

## В ролях
| Актёр               | Роль              |
| ------------------- | ----------------- |
| Юлия Пересильд      | Ксения            |
| Алексей Широчкин    | Маркус            |
| Игорь Чернявый      | Михаил            |
| Джейн Мирро         | Эмбер             |
| Владимир Стеклов    | отец Ксюши        |
| Кирилл Зайцев       | Женя              |
| Никита Тарасов      | Антон, босс Ксюши |
| Никита Дювбанов     | Лёша              |
| Алексей Гиммельрейх | Михаил в зрелости |
| Никита Буреев       | Михаил в юности   |
| Полина Коваль       | Полина            |
| Виктор Ким          | Посол Японии      |
| Руслан Январёв      | Бот               |
| Виктория Айзентир   | Чиновница         |

## Отзывы и оценки
Фильм получил сдержанные оценки в российской прессе. Онлайн-кинотеатр «Окко» отмечает некоторую безжизненность и бездушность фильма, но отмечает неожиданную концовку. «Комсомольская правда» заявляет о наличии затянутости фильма, однако издание «Советская Чувашия», наоборот, повествует о том, что события фильма развиваются динамично и не затянуто. «Кино-театр.ру» даёт скорее положительную оценку фильма, отмечая тот факт, что это лучшая роль для Юлии Персильд в карьере, так как в рамках моноспектакля она могла продемонстрировать всё своё мастерство.

## Факты о фильме
- В 2022 году «Фонд кино» планировал задействовать в качестве главной героини Кристину Асмус, а режиссёром предусматривался Олег Асадулин.
- Съёмки начались в мае 2024 года на в Тайланде (Пхукет). Также одной из съёмочных локаций является Москва[5].
- В фильме упоминается родной город режиссёра Евгения Корчагина Новочебоксарск (Чувашия). В одном из эпизодов Маркус (ИИ) начинает играть с главной героиней в города[6]: — Маркус: Милан. Тебе на Н.

— Ксения: Новочебоксарск.
— Маркус: Нет, это просто набор букв.. — А нет, это просто синоним к слову «печаль». К — Канны.
— Ксения: А я не знаю города на Ы.
— Маркус: Ыгдыр в Турции. Тот же Новочебоксарск, только тепло.
- В ходе интервью с главной героиней фильма Юлией Персильд журналистка «РИА Новости» Анастасия Мельникова воспользовалась ИИ «Алисы» для формирования образа актрисы[7].